# Pi de l'Altar
Pi de l'Altar (π Arae) és una estrella a la constel·lació de l'Altar. És una subgegant blanca del tipus A de la magnitud aparent +5,25. Està aproximadament a 138 anys llum de la Terra.